# Banc de filtres

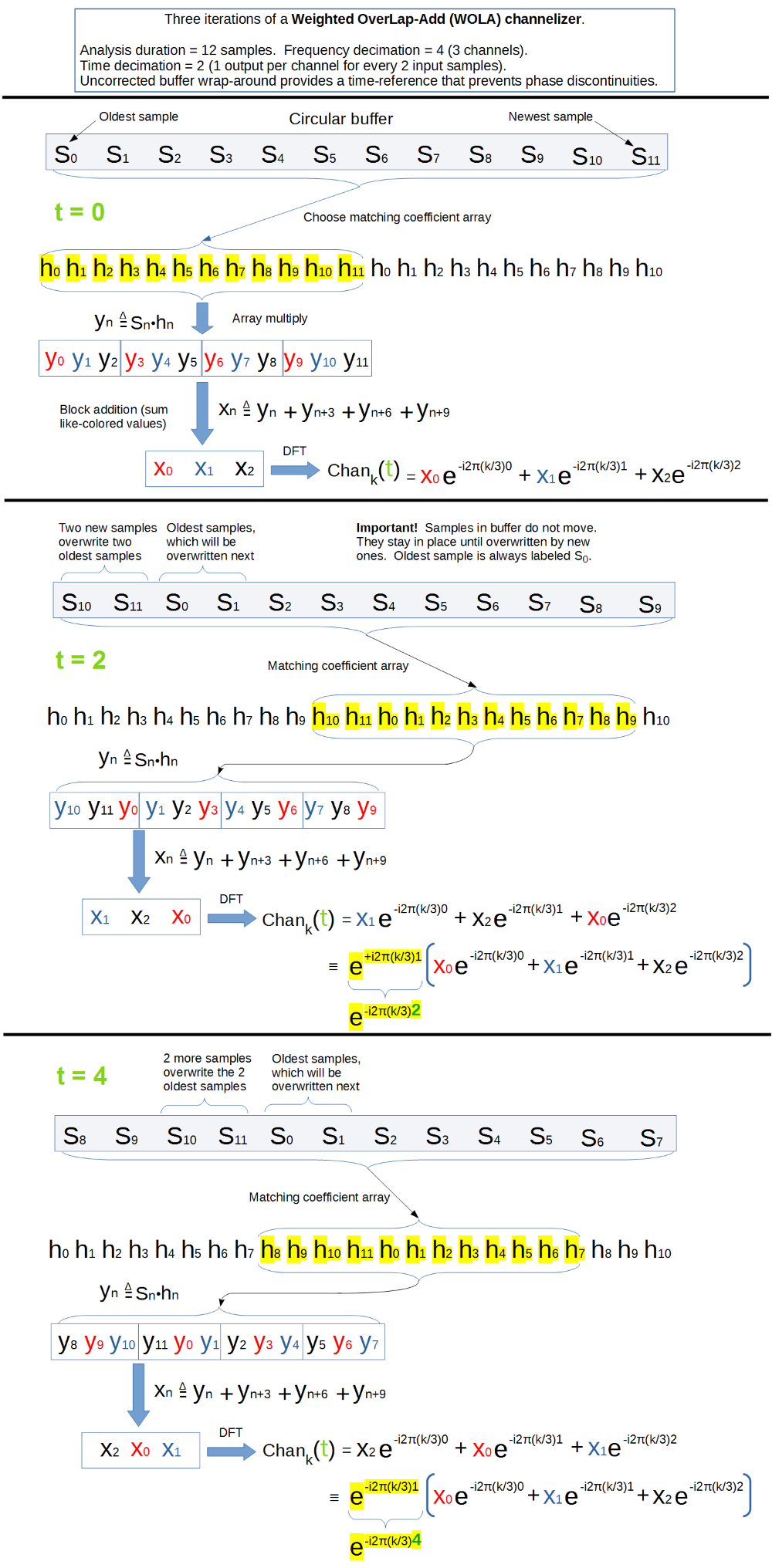
Representació de la implementació i el funcionament d'un banc de filtres de superposició ponderada (WOLA). L'embolcall d'un buffer d'entrada circular s'utilitza per compensar les discontinuïtats de fase, causades per la manca d'una referència de temps real per a la transformada de Fourier (DFT).

En el processament de senyals, un banc de filtres és una matriu de filtres de pas de banda que separa el senyal d'entrada en múltiples components, cadascun transportant una subbanda de freqüència única del senyal original. Una aplicació d'un banc de filtres és un equalitzador gràfic, que pot atenuar els components de manera diferent i recombinar-los en una versió modificada del senyal original. El procés de descomposició realitzat pel banc de filtres s'anomena anàlisi (és a dir, anàlisi del senyal en termes dels seus components en cada subbanda); la sortida de l'anàlisi es coneix com a senyal de subbanda amb tantes subbandes com filtres hi ha al banc de filtres. El procés de reconstrucció s'anomena síntesi, és a dir, reconstitució d'un senyal complet resultant del procés de filtrat.
En el processament de senyals digitals, el terme banc de filtres també s'aplica habitualment a un banc de receptors. La diferència és que els receptors també converteixen les subbandes a una freqüència central baixa que es pot tornar a mostrejar a una velocitat reduïda. De vegades es pot aconseguir el mateix resultat fent un mostreig inferior a les subbandes de pas de banda.
Una altra aplicació dels bancs de filtres és la compressió del senyal quan algunes freqüències són més importants que altres. Després de la descomposició, les freqüències importants es poden codificar amb una resolució fina. Les petites diferències en aquestes freqüències són significatives i cal utilitzar un esquema de codificació que preservi aquestes diferències. D'altra banda, les freqüències menys importants no han de ser exactes. Es pot utilitzar un esquema de codificació més gruixut, tot i que alguns dels detalls més petits (però menys importants) es perdran a la codificació.
El vocoder utilitza un banc de filtres per determinar la informació d'amplitud de les subbandes d'un senyal modulador (com ara una veu) i les utilitza per controlar l'amplitud de les subbandes d'un senyal portador (com la sortida d'una guitarra o un sintetitzador), imposant així les característiques dinàmiques del modulador al portador.
Alguns bancs de filtres funcionen gairebé completament en el domini del temps, utilitzant una sèrie de filtres com ara filtres miralls en quadratura o l'algorisme de Goertzel per dividir el senyal en bandes més petites. Altres bancs de filtres utilitzen una transformada ràpida de Fourier (FFT).

## Bancs de filtres FFT
Es pot crear un banc de receptors realitzant una seqüència de FFT en segments superposats del flux de dades d'entrada. S'aplica una funció de ponderació (també coneguda com a funció de finestra) a cada segment per controlar la forma de les respostes de freqüència dels filtres. Com més àmplia sigui la forma, més sovint s'han de fer les FFT per satisfer els criteris de mostreig de Nyquist. Per a una longitud de segment fixa, la quantitat de superposició determina la freqüència amb què es fan les FFT (i viceversa). A més, com més àmplia sigui la forma dels filtres, menys filtres es necessiten per abastar l'amplada de banda d'entrada. L'eliminació de filtres innecessaris (és a dir, el delmat en freqüència) es fa de manera eficient tractant cada segment ponderat com una seqüència de blocs més petits, i la FFT es realitza només amb la suma dels blocs. Això s'ha conegut com a suma de superposició de pes (WOLA) i FFT de suma prèvia ponderada.

## Bancs de filtres com a distribucions temps-freqüència
En el processament del senyal temps-freqüència, un banc de filtres és una distribució quadràtica de temps-freqüència (TFD) especial que representa el senyal en un domini conjunt temps-freqüència. Està relacionat amb la distribució de Wigner-Ville mitjançant un filtratge bidimensional que defineix la classe de distribucions quadràtiques (o bilineals) temps-freqüència. El banc de filtres i l'espectrograma són les dues maneres més senzilles de produir un TFD quadràtic; en essència són semblants, ja que un (l'espectrograma) s'obté dividint el domini del temps en rodanxes i després prenent una transformada de Fourier, mentre que l'altre (el banc de filtres) s'obté dividint el domini de freqüència en rodanxes formant filtres de pas de banda excitats. pel senyal analitzat.

## Bancs de filtres multidimensionals

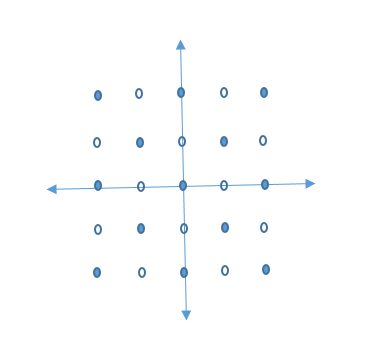
La xarxa del quincunx

El filtratge multidimensional, el mostreig inferior i el mostreig superior són les parts principals dels sistemes multitaxa i dels bancs de filtres.
Un banc de filtres complet consisteix en l'anàlisi i la síntesi. El banc de filtres d'anàlisi divideix un senyal d'entrada en diferents subbandes amb diferents espectres de freqüència. La part de síntesi torna a muntar els diferents senyals de subbanda i genera un senyal reconstruït. Dos dels blocs bàsics són el delimador i l'expansor. Per exemple, l'entrada es divideix en quatre subbandes direccionals que cadascuna d'elles cobreix una de les regions de freqüència en forma de falca. En els sistemes 1D, els decimadors de plecs M conserven només aquelles mostres que són múltiples de M i descarten la resta. mentre que en sistemes multidimensionals els decimadors són D × D matriu entera no singular. només considera aquelles mostres que es troben a la xarxa generada pel delimador. El decimador d'ús comú és el decimador de quincunx la xarxa del qual es genera a partir de la matriu de quincunx que es defineix per {\displaystyle {\begin{bmatrix}\;\;\,1&1\\-1&1\end{bmatrix}}}.